# Ostedes griseoapicalis
Ostedes griseoapicalis är en skalbaggsart som beskrevs av Maurice Pic 1944. Ostedes griseoapicalis ingår i släktet Ostedes och familjen långhorningar. Inga underarter finns listade i Catalogue of Life.